# 喬進璠
喬進璠（？—？），號鸣墀，河南归德府宁陵县人，明朝政治人物。

## 生平
万历三十一年（1603年）癸卯科河南乡试舉人，三十二年（1604年）甲辰科进士，礼部觀政，初授刑部主事，三十五年奉命关外审决，三十六年升湖廣司员外，本年升安庆府知府，四十一年升陕西副使，四十四年升四川参政。